# 焦黄峨螺
焦黄峨螺（学名：Pollia fumosus），是新腹足目峨螺科Pollia属的一种。主要分布于新加坡、马来西亚、印度尼西亚、台湾，常栖息在浅海区的岩礁区。